# Andrzej Kobos
Andrzej Michał Kobos (ur. 29 września 1943, zm. 20 listopada 2024 w Krakowie) – polski fizyk, doktor nauk fizycznych, pisarz, autor rozmów z członkami i członkiniami Polskiej Akademii Umiejętności opublikowanych w serii Po drogach uczonych; tłumacz i fotograf.

## Życiorys
Ukończył studia na Uniwersytecie Jagiellońskim. Pracował naukowo w Instytucie Fizyki Jądrowej w Krakowie, Nuclear Physics Laboratory University of Oxford, Alcan International Ltd. w Arvida i w Kingston w Kanadzie oraz Department of Physics i Deparmnet of Mathematics, University of Alberta, Edmonton w Kanadzie. Został redaktorem internetowego tygodnika Polskiej Akademii Umiejętności PAUza Akademicka oraz członkiem Komisji Historii Nauki i Komisji Spraw Europejskich PAU.

## Publikacje (wybór)

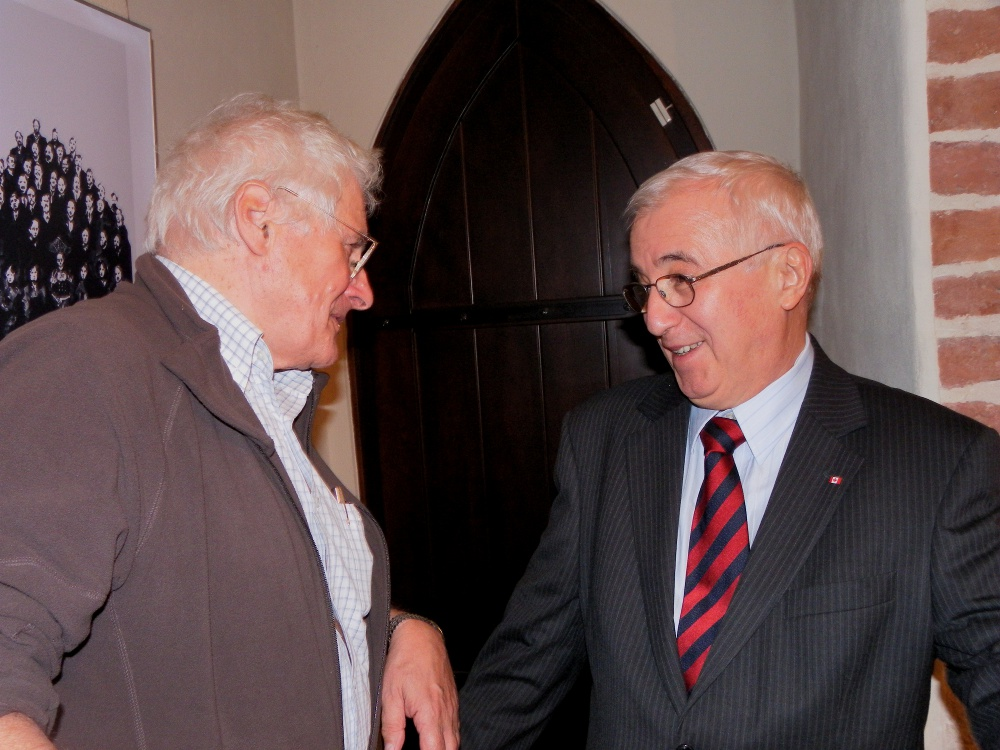
Andrzej Kobos (z prawej) z Jerzym Vetulanim w Collegium Maius Uniwersytetu Jagiellońskiego, 2010

### Książki
- 2007: Po drogach uczonych: z członkami Polskiej Akademii Umiejętności rozmawia Andrzej M. Kobos. Tom 1 (Polska Akademia Umiejętności)
- 2007: Po drogach uczonych: z członkami Polskiej Akademii Umiejętności rozmawia Andrzej M. Kobos. Tom 2 (Polska Akademia Umiejętności)
- 2008: Po drogach uczonych: z członkami Polskiej Akademii Umiejętności rozmawia Andrzej M. Kobos. Tom 3 (Polska Akademia Umiejętności)
- 2009: Po drogach uczonych: z członkami Polskiej Akademii Umiejętności rozmawia Andrzej M. Kobos. Tom 4 (Polska Akademia Umiejętności)
- 2010: Czasy „Solidarności” na Uniwersytecie Jagiellońskim 1980–1989 we wspomnieniach. Rozmawiał Andrzej M. Kobos (Wydawnictwo Uniwersytetu Jagiellońskiego)
- 2012: Po drogach uczonych: z członkami Polskiej Akademii Umiejętności rozmawia Andrzej M. Kobos. Tom 5 (Polska Akademia Umiejętności)
- 2017: Po drogach uczonych: z członkami Polskiej Akademii Umiejętności rozmawia Andrzej M. Kobos. Tom 6 (Polska Akademia Umiejętności)

### Albumy
- 2006: Magiczna Skania w fotografii Andrzeja Kobosa (wyd. Muzeum Uniwersytetu Jagiellońskiego)

### Redakcja
- 1995: Polonia in Alberta 1895–1995: the Polish Centennial in Alberta (Polish Centennial Society, Canadian Polish Congress; redakcja wraz z  Jolantą Pękacz)
- 2014: Fizycy wspominają: zbiór 25 rozmów i wspomnień fizyków polskich opublikowanych pierwotnie w „Postępach Fizyki” i w „Kwartalniku Historii Nauki i Techniki” (Polska Akademia Umiejętności)
- 2015: Krzysztof Skórczewski: kolekcja miedziorytów z lat 2010–2014: dar dla Gabinetu Rycin PAU

### Tłumaczenia
- 2006: Stanisław Grodziski, The Polish Academy of Arts and Sciences 1872–1952–2002 (Polska Akademia Umiejętności), przekład na język angielski
- 2012: A turning point in particle physics: a volume dedicated to Stefan Pokorski on His 70th anniversary (Wydawnictwo Uniwersytetu Warszawskiego), przekład na język angielski